# 忆秦娥
忆秦娥，词牌名。亦称《秦楼月》、《碧云深》、《双荷叶》。相传李白首制此词，因词中有“秦娥梦断秦楼月”句，故名《忆秦娥》。
双调四十六字，前后阕各三仄韵，一叠韵，均须押入声字，一韵到底。

## 词牌格式
平中（根據宋代詞人的創作，前句一般為平平仄）仄，中平中仄平平仄。

平平仄（疊上三字）。中平中仄，仄平平仄。

中平中仄平平仄，中平中仄平平仄。

平平仄（疊上三字）。中平中仄，仄平平仄。

## 例词
- 李白：《憶秦娥·蕭聲咽》

箫声咽，秦娥梦断秦楼月。秦楼月，年年柳色，灞陵伤别。　
乐游原上清秋节，咸阳古道音尘绝。音尘绝，西风残照，汉家陵阙。

### 近代：
- 毛泽东：《忆秦娥·娄山关》